# Waco Tennis Challenger 2003
Il Waco Tennis Challenger 2003 è stato un torneo di tennis facente parte della categoria ATP Challenger Series nell'ambito dell'ATP Challenger Series 2003. Il torneo si è giocato a Waco negli Stati Uniti dal 27 ottobre al 2 novembre 2003 su campi in cemento.

## Vincitori

### Singolare
Giovanni Lapentti ha battuto in finale  Paul Goldstein con il punteggio di 6–4, 6–3

### Doppio
Devin Bowen /  Ashley Fisher hanno battuto in finale  Ryan Haviland /  K.J. Hippensteel con il punteggio di 6–4, 7–6(4)